# Virovski Crnac
Virovski Crnac je nekadašnje samostalno naselje u Hrvatskoj. Danas se nalazi u sklopu Novog Virja. U tom je naselju još početkom 1930-ih djelovala škola.